# Agallia consobrina
Agallia consobrina är en insektsart som beskrevs av Curtis 1833. Agallia consobrina ingår i släktet Agallia och familjen dvärgstritar. Arten är reproducerande i Sverige. Inga underarter finns listade i Catalogue of Life.